# Kisfalud
Kisfalud ist eine ungarische Gemeinde im Kreis Kapuvár im Komitat Győr-Moson-Sopron. 

## Geografische Lage
Kisfalud liegt 45 Kilometer südwestlich des Komitatssitzes Győr und 8,5 Kilometer südöstlich der Kreisstadt Kapuvár an dem Fluss Kis-Rába. Nachbargemeinden sind Babót, Mihályi, Himod, und Hövej.

## Geschichte
Kisfalud wurde 1237 erstmals urkundlich erwähnt. Im Jahr 1913 gab es in der damaligen Großgemeinde 262 Häuser und 1120 Einwohner auf einer Fläche von 2502 Katastraljochen. Sie gehörte zu dieser Zeit zum Bezirk Kapuvár im Komitat Sopron.

## Sehenswürdigkeiten
- Evangelischer Glockenturm
- Römisch-katholische Kirche Gyümölcsoltó Boldogasszony, erbaut 1777 im barocken Stil
- Statue Patrona Hungariae aus dem Jahr 1790
- Szentháromság-Säule

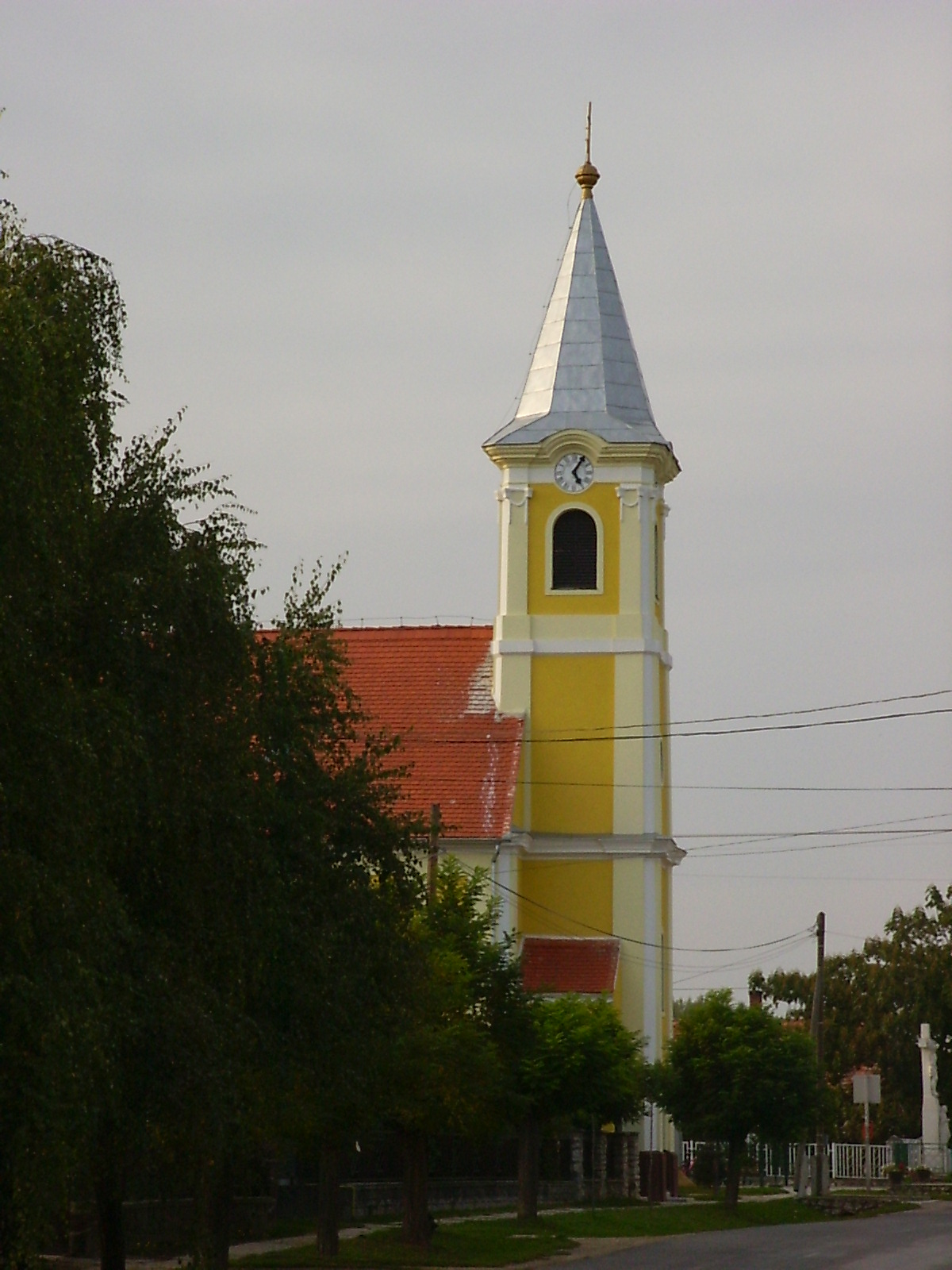
Römisch-katholische Kirche Gyümölcsoltó Boldogasszony
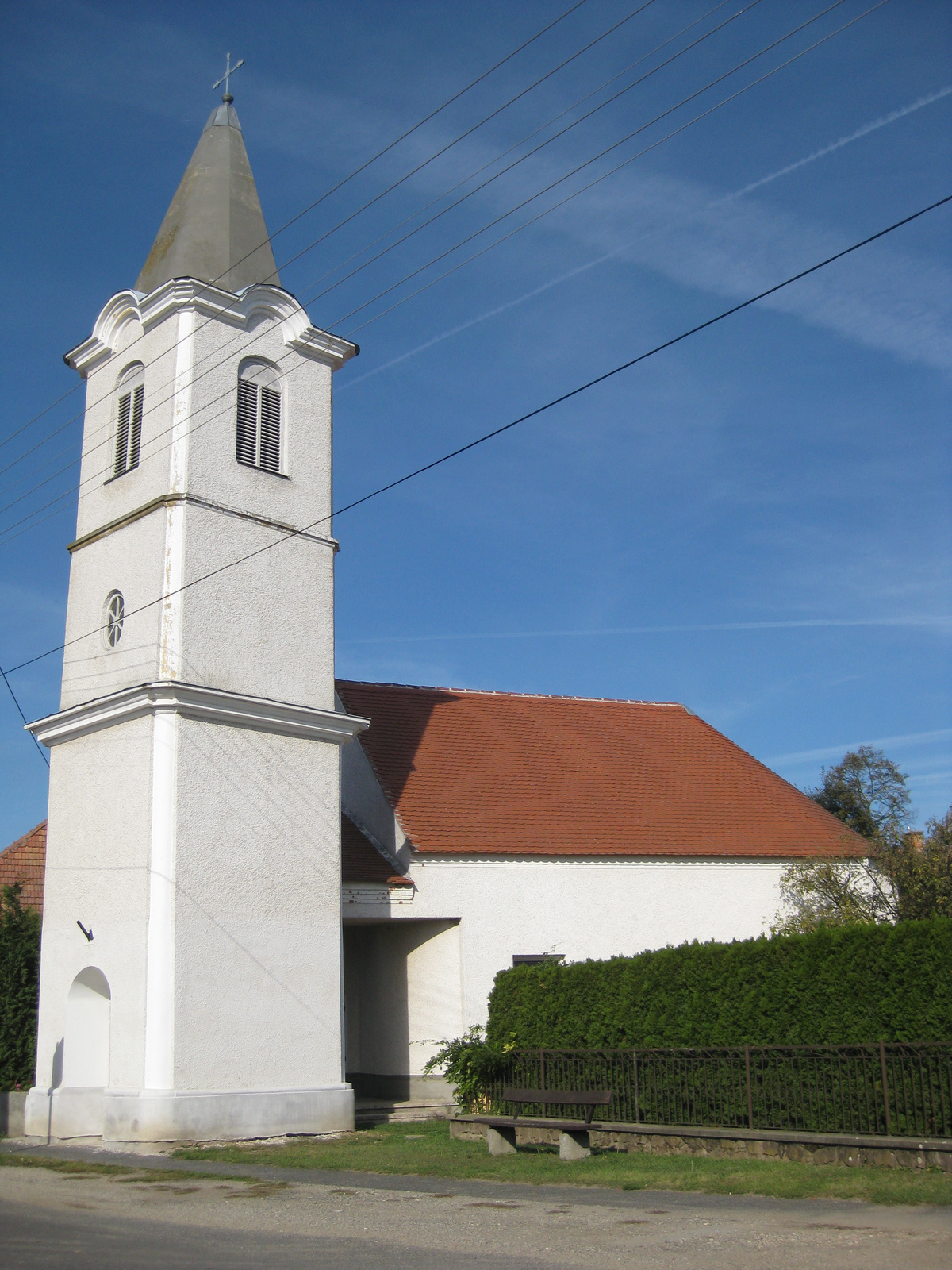
Evangelischer Glockenturm

## Verkehr
Westlich von Kisfalud treffen die Landstraßen Nr. 8609 und Nr. 8611 aufeinander. Es bestehen Busverbindungen nach Beled sowie nach Kapuvár, wo sich der nächstgelegene Bahnhof befindet.